# МедиаУдар
МедиаУдар (сокращённо «МУ») — международный фестиваль активистского искусства, который, начиная с 2011 года, проводился осенью в Москве. Мероприятия фестиваля проходили и в ряде других городов России, в частности, в Екатеринбурге, Ижевске, Мурманске, Нижнем Новгороде, Новосибирске. События фестиваля были направлены на создание платформы для взаимодействия активистов из разных регионов страны, поддержку гражданских низовых инициатив, построение платформы для взаимодействия угнетаемых групп общества (ЛГБТ, мигранты и др.), помощь политзаключённым, а также защиту окружающей среды. Программа мероприятий фестиваля включала в себя выставки, дискуссии, лекции, круглые столы, воркшопы и мастер-классы, перформансы, а также городские интервенции. Последний фестиваль прошел в Москве в 2016 году.

## История
Первый фестиваль МедиаУдар стартовал осенью 2011 года как специальный проект 4-й Московской международной биеннале современного искусства, но уже в 2012 году он из кураторского проекта был переформатирован в открытую горизонтальную платформу, управляемую рабочей группой художников, активистов, искусствоведов, философов и др. Это привело к созданию вокруг фестиваля сообщества авторов, так или иначе связанных с активистскими практиками.
Толчком к созданию такого рода фестиваля послужила возросшая протестная активность и появление нового поколения художников, которые предпочитали называть себя активистами. Как отмечает австрийский художник, куратор и теоретик медиа-искусства Петер Вайбель, фестиваль сделал упор на включении художественных проектов в актуальные общественно-политические практики современной России. Гибрид искусства и политического активизма — activist art (активистское искусство) — зародился в Америке в середине 1970-х годов. По определению одного из его первых теоретиков и кураторов Нины Фелшин, «для активистского искусства характерно инновативное использование общественных пространств для обращения к социально значимым темам и побуждения сообществ к действию». По мнению искусствоведа и одного из инициаторов фестиваля МедиаУдар Татьяны Волковой, в нашей стране этот термин стал использоваться с начала 2010-х, когда стало очевидно, что появился круг художников, принципиально иначе взаимодействующих с окружающей действительностью.
Важным отличием российских художников нового поколения стала работа с медиа. Художник и теоретик арт-активизма Антон Николаев в своей статье «Артивизим и акционизм» отмечает, что в отличие от акционистов 90-х годов, для которых репрезентация сводилась непосредственно к самой акции внутри художественной, узкопрофессиональной среды, артивисты нулевых активнейшим образом используют в своей работе медиа. Акции документируются, выкладываются в интернет, информация вбрасывается в медиасреду, что приводит к бурной реакции и последующему обсуждению. «Говоря о творчестве активистских художественных групп нулевых („Агенда“, „Аффинити“, „Бабушка после похорон“, „Бомбилы“, „Война“, „ПГ“, „Что делать?“) в сравнении с тем, что делали московские акционисты девяностых (Бренер, Кулик, Мавроматти, Осмоловский), можно констатировать, что искусство стало более политизированным и интерактивным».
На сегодняшний день МедиаУдар провёл 14 фестивалей, из них девять в регионах и пять в Москве — мероприятия состоялись в Новосибирске, Мурманске, Нижнем Новгороде, Санкт-Петербурге, Екатеринбурге, Самаре, Тольятти, Краснодаре, а также в Гуслице (село Ильинский погост, Московская область), Ижевске, Ржеве, Туле, Егорьевске, Зарайске, Омске.
Фестиваль формируется по принципу самоорганизации рабочей группы, которую составляют художники, активисты, искусствоведы, философы и др. В рабочую группу фестиваля в разное время входили: Виктория Бегальская, Василий Березин, Александр Бидин, Василий Богачёв, Татьяна Волкова, Грин, Дарья Воруйубиваева, Александр Дельфинов, Анна Дикович, Полина Заславская, Алексей Иорш, Мария Калинина, Таисия Круговых, Матвей Крылов (Скиф), Артём Лоскутов, Роман Минаев, Павел Митенко, Наталья Никуленкова, Антон Николаев, Тала Никитина, Антон Польский (Make), Аня Саранг, Оксана Саркисян, Александра Сербина, Арсений Сергеев, Серое Фиолетовое, Юлия Страусова, Татьяна Сушенкова, Анна Терешкина, Мадина Тлостанова, Илья Фальковский, Влад Чиженков, Игорь Чубаров .

## Хронология фестиваля

### МедиаУдар. Москва-1
Первый Международный фестиваль активистского искусства МедиаУдар проходил на территории Центра дизайна «Artplay» в Москве с 24 сентября по 10 октября 2011 года по инициативе проекта «Жир». Фестиваль прошёл в формате активистского лагеря, включающего в себя различные секции: выставки, лекции и дискуссии, художественные интервенции в общественных пространствах и на улицах Москвы. Художников, принявших участие в фестивале, объединяли социальная направленность работ, протест и принцип «прямого действия». Среди участников фестиваля были такие известные мистификаторы, как активистский дуэт «The Yes Men», представившие «специальный» выпуск New York Post к всемирной конференции ООН по климатическим изменениям с передовицей «Нам хана», арт-группы «Бомбилы» и «Война», прославившиеся своими акциями, «художественные ганста-рэперы» из группы «Кровосток», группа «Засада Цеткин», социальный график Виктория Ломаско, австрийский художник Петер Вайбель, Паша 183, Пахом, Тима Радя и многие другие.
Под впечатлением от посещения фестиваля Пётр Вейбель помог организаторам МедиаУдара издать первый каталог фестиваля. На обложке издания изображена девушка в жёлтом балаклаве, отсылающая к участницам группы Pussy Riot, работа художницы Александры Галкиной.

### МедиаУдар. Москва-2
Второй фестиваль активистского искусства проходил с 19 октября по 4 ноября 2013 года также на территории «Артплея». Если на первом фестивале 2011 года активистское искусство трактовалось достаточно широко, так, по замечанию некоторых СМИ, в экспозиции было всё, что содержало более-менее выраженную протестную направленность, то на этот раз организаторы подошли к организации экспозиции более концептуально. Весь первый этаж посвящён теме протеста, уличным акциям и судам над активистами. Фестиваль открывался спецпроектом 5-й Московской международной биеннале современного искусства выставкой — «Музей Голландского Протеста» (куратор — Екатерина Соколова), которая была посвящена документации деятельности различных групп, сообществ и персонажей анархистской и феминистской направленностей, занимавшихся протестным искусством в Голландии с 1960-х и в значительной степени, повлиявших на историю страны. Проект западных коллег по активизму продолжился большой выставкой российского активистского искусства, включающую в себя «Историю российского активизма в комиксах» Алексея Иорша, «Фрагменты истории самиздата», «Трафы» и т.д.
На втором этаже проходила параллельная выставка кураторов Виктории Ломаско и Надежды Плунгян «Феминистский карандаш — 2», поддержанная Фондом Розы Люксембург, и не являвшаяся частью МедиаУдара. В рамках выставки также ежедневно проходили воркшопы, дискуссии и лекции на феминистскую тематику. На презентации выставки «Феминистский карандаш — 2» художница Александра Галкина совершила интервенцию: в разных частях экспозиции появился мужской половой орган, нарисованный маркером, который представлял критику проведения выставки исключительно из гендерных соображений («бабы рисуют» по замечанию журналиста газеты «Коммерсант» Анны Толстовой). Акция Александры Галкиной вызвала недовольство кураторов выставки и спровоцировала многочисленные дискуссии в СМИ и в социальных сетях.
В 2014 году «МедиаУдар-2» попал в шорт-лист конкурса «Инновация-2013» в части «Кураторский проект», но премия досталась Елене Селиной за проект «Реконструкция».

### МедиаУдар. Москва-3
В 2014 году состоялся третий по счёту фестиваль МУ всё на той же площадке «Artplay» в Москве, фестиваль проходил с 1 по 9 ноября. На этот раз организаторы фестиваля решили отказаться от показа искусства в пользу лекций, дискуссий и перформансов. Поначалу в зале практически не было выставлено никаких художественных работ, но по ходу фестиваля часть пространства было обжито произведениями участников. По центру на первом этаже расположился фримаркет, где всем желающим предлагалось обмениваться одеждой, а на втором этаже вегетарианская «анархистская» кухня, где по вечерам активисты готовили себе еду, комната для сна и мастерская, где любой желающий мог создать произведение активистского искусства. Вместо единой выставки проходили перформансы, лекции и дискуссии. Также в рамках фестиваля был проведён аукцион в поддержку фигурантов «Болотного дела», который провели Мария Алехина, Татьяна Волкова и Надежда Толоконникова. По данным организаторов, в нём участвовали работы более чем 50 художников, всего было продано работ на сумму 181 566 рублей. Деньги были переведены на счёт Комитета 6 мая.

### МедиаУдар. Москва-4
В 2015 году фестиваль проходил с 30 октября по 8 ноября на площадке центра «Красный» на Красном октябре. Этот фестиваль претерпел ряд изменений, в частности, помимо смены места проведения, было также решено вместо одной постоянной экспозиции на площадке «Красного» проводить однодневные выставки. На протяжении фестиваля проходили презентации и воркшопы региональных и зарубежных участников, но, прежде всего, последний на сегодняшний день московский МедиаУдар запомнился вторжением общественной организации «Антидилер» под руководством депутата Госдумы от ЛДПР Дмитрия Носова, из-за чего фестиваль закрылся на день раньше. Первый раз представители Антидилера пришли на фестиваль 4 ноября на секцию проекта «Наркофобия», который посвящён проблемам гуманизации государственной наркополитики, и попытались сорвать выступление активиста московского Фонда им. Андрея Рылькова Максима Малышева. В следующий раз представители движения пришли 7 ноября в предпоследний день фестиваля, когда были запланированы детские секции фестиваля, но уже во главе с депутатом Дмитрием Носовым и представителями телеканалов «Россия» и «Рен-ТВ». «Антидилеровцы» обвинили фестиваль в «пропаганде ЛГБТ, наркотиков и экстремизма» и вызвали полицию, однако впоследствии в возбуждении дела им было отказано. Несмотря на это организаторы фестиваля были вынуждены покинуть площадку в центре Красный по требованию арендатора, который не хотел проблем с полицией.

### МедиаУдар. Москва-5
Пятый московский МедиаУдар проходил с 7 по 21 сентября 2016 года на территории ЦТИ «Фабрика» в Москве. В программе фестиваля были кинопоказы и презентации, в том числе презентация книги «МедиаУдар: активистское искусство сегодня. II», фри-маркет, куда каждый мог принести одежду и взять себе что-то из принесённого другими, дискуссии и концерт «МедиаУгар», где сыграли AWOTT, Владимир Бурдин, «Электрохарам», ЖиФФ, «Пролетарий», «Ленина Пакет» и другие.

## МедиаУдар в регионах
Первый фестиваль «МедиаУдар» за пределами Москвы прошёл в 2013 году в Новосибирске по приглашению художника и организатора Монстраций Артёма Лоскутова. Фестиваль длился пять дней с 26 апреля по 1 мая и включал в себя художественные выставки, перфомансы, дискуссии и лекции. Завершился новосибирский МедиаУдар десятой юбилейной Монстрацией, которая, по данным МК, собрала рекордное количество человек: от 2 до 4 тыс. Летом 2013 года фестиваль побывал в Мурманске, в апреле 2014 года в Нижнем Новгороде, в сентябре в Санкт-Петербурге и Екатеринбурге, в 2015 году в Самаре и Тольятти.
В марте 2016 года фестиваль должен был пройти в Краснодаре на площадке КЦСИ «Типография». Однако, как рассказал СМИ координатор КЦСИ «Типография» Степан Субботин, 25 марта в арендуемое для проведения фестиваля здание пришли полицейские с ведомственным письмом, в котором сообщалось о пропаганде в ходе фестиваля «нетрадиционных ценностей, пропаганды порнографии, смены пола и т.д». Один из спикеров МедиаУдара Алексей Кнедляковский также сообщал СМИ, что его жене, участнице фестиваля и художнице Лусинэ Джанян, несколько раз позвонили неизвестные с угрозами и обвинениями в связи с фестивалем. Учредитель КСЦИ «Типография» Евгений Руденко сообщил, что в итоге было принято решение отказать фестивалю в площадке. Члены рабочей группы фестиваля решили всё же провести свои мероприятия на альтернативных площадках: первый день фестиваля прошёл на фуд-корте одного из торговых центров поблизости, последующие в частных помещениях за закрытыми дверями.

## Основные проекты и секции фестиваля

### Наркофобия
Наркофобия — это инициатива московского Фонда им. Андрея Рылькова, фестиваля МедиаУдар, группы Бабушка После Похорон из Новосибирска и Панда-театра из Берлина. Проект был впервые презентован в октябре 2011 года на фестивале «МедиаУдар — 1» в Москве. Проект посвящён проблеме гуманизации наркополитики государства. Как отмечается на официальном сайте инициативы, проект «Наркофобия» направлен на поддержку и защиту людей, уже ставших жертвами наркорепрессий, а также на предотвращение новых жертв, защиту свободы слова, справедливого правосудия, продвижение гуманной наркополитики и просвещение".

### Союз выздоравливающих
Союз выздоравливающих — это художественная, исследовательская и взаимоучастная коллективная инициатива, связанная с анализом конструирования психической нормативности и нематериальным производством в локально обусловленных параметрах.

### Таймлайн активистского искусства
Таймлайн активистского искусства — это хронология активистского искусства, начиная с 1989 года по настоящее время. В хронологию включены акции 90-х годов, артивистская практика 2000-х годов, ключевые события 2010-х, в том числе информация о погромах и закрытиях знаковых выставок, судебная хроника преследования активистов и художников, а также ключевые моменты из истории феминистского, ЛГБТ и других движений и многое другое. Таймлайн готовился на протяжении нескольких лет членами рабочей группы фестиваля с привлечением экспертов. Проект будет презентован на фестивале МедиаУдар в сентябре 2016 года.

### Арт-экспедиции
Начиная с 2014 года, в рамках фестиваля проводятся творческие экспедиции по малым городам России. Экспедиции включают в себя знакомство и общение с местными жителями, посещение знаковых для города мест, изучение местной художественной среды, знакомство с местными художниками, посещение их мастерских и так далее. Результатами таких поездок становятся интервью, дневники экспедиций, фотоотчёты, а также видеодокументация. Первая поездка в рамках Творческих экспедиций состоялась в 2014 году в городе Ржев, Тверской области. Пропагандистом и инициатором поездок стал художник Антон Николаев, который в течение многих лет в рамках своей арт-группы «Бомбилы» также ездил по городам России и снимал короткие «роуд-муви». Всего с 2014 по 2016 было совершено пять поездок в различные города (Ижевск, Красноярск и др). В них приняли участие художники Алиса Йоффе, Матвей Крылов, Антон Николаев, Татьяна Сушенкова, Светлана Шуваева и другие. Фото и видео отчёты, а также дневники экспедиций публикуются на сайте МедиаУдар.

### Фем-клуб
Фем-клуб — феминистская платформа, презентованная в апреле 2015 года в Москве. Фем-клуб развивает идеи третьей волны феминизма, которая включает в себя компоненты анархо-феминизма (борьбы с угнетением любого рода), киберфеминизма (распространением этих идей в медиапространстве), квир-теории (теории, которая считает пол социальным конструктом), постколониальной теории (анализа социокультурного наследия колониализма), экофеминизма (феминизма, который проводит параллель между эксплуатацией природы и женщины в патриархатном западном обществе) и дестигматизации (освобождении от социальных ярлыков) сексуальности.